# Lista över fornlämningar i Gotlands kommun (Fardhem)
Lista över fornlämningar i Gotlands kommun (Fardhem) är en förteckning av ett urval av de fornlämningar som finns i Fardhem i Gotlands kommun.
| Namn                     | Lämningstyp                      | Tillkomsttid | Historisk indelning | Plats | Läge                 | ID-nr          | Bild                                 |
| ------------------------ | -------------------------------- | ------------ | ------------------- | ----- | -------------------- | -------------- | ------------------------------------ |
| Fardhem 1:1              | Husgrund, förhistorisk/medeltida |              | Fardhem, Gotland    |       | 57.253416, 18.345955 | 10091400010001 | Ladda upp en bild av detta fornminne |
| Fardhem 1:2              | Husgrund, förhistorisk/medeltida |              | Fardhem, Gotland    |       | 57.253291, 18.345594 | 10091400010002 | Ladda upp en bild av detta fornminne |
| Fardhem 2:1              | Husgrund, förhistorisk/medeltida |              | Fardhem, Gotland    |       | 57.253305, 18.340240 | 10091400020001 | Ladda upp en bild av detta fornminne |
| Fardhem 2:2              | Husgrund, förhistorisk/medeltida |              | Fardhem, Gotland    |       | 57.252864, 18.340116 | 10091400020002 | Ladda upp en bild av detta fornminne |
| Fardhem 2:3              | Husgrund, förhistorisk/medeltida |              | Fardhem, Gotland    |       | 57.253009, 18.339807 | 10091400020003 | Ladda upp en bild av detta fornminne |
| Fardhem 3:2              | Stensättning                     |              | Fardhem, Gotland    |       | 57.268830, 18.318624 | 10091400030002 | Ladda upp en bild av detta fornminne |
| Fardhem 4:1              | Stensättning                     |              | Fardhem, Gotland    |       | 57.266510, 18.314341 | 10091400040001 | Ladda upp en bild av detta fornminne |
| Fardhem 5:1              | Stensättning                     |              | Fardhem, Gotland    |       | 57.269466, 18.318447 | 10091400050001 | Ladda upp en bild av detta fornminne |
| Fardhem 6:1              | Stensättning                     |              | Fardhem, Gotland    |       | 57.269753, 18.317841 | 10091400060001 | Ladda upp en bild av detta fornminne |
| Fardhem 8:1              | Gravfält                         |              | Fardhem, Gotland    |       | 57.270470, 18.317391 | 10091400080001 | Ladda upp en bild av detta fornminne |
| Fardhem 10:1             | Stensättning                     |              | Fardhem, Gotland    |       | 57.270061, 18.318505 | 10091400100001 | Ladda upp en bild av detta fornminne |
| Fardhem 10:2             | Stensättning                     |              | Fardhem, Gotland    |       | 57.269945, 18.318785 | 10091400100002 | Ladda upp en bild av detta fornminne |
| Fardhem 11:1             | Stensättning                     |              | Fardhem, Gotland    |       | 57.268550, 18.320703 | 10091400110001 | Ladda upp en bild av detta fornminne |
| Fardhem 11:2             | Stensättning                     |              | Fardhem, Gotland    |       | 57.268339, 18.321163 | 10091400110002 | Ladda upp en bild av detta fornminne |
| Fardhem 12:1             | Stensättning                     |              | Fardhem, Gotland    |       | 57.255817, 18.304291 | 10091400120001 | Ladda upp en bild av detta fornminne |
| Kyrkaker (Fardhem 14:1)  | Gravfält                         |              | Fardhem, Gotland    |       | 57.266453, 18.342744 | 10091400140001 | Ladda upp en bild av detta fornminne |
| Fardhem 15:1             | Gravfält                         |              | Fardhem, Gotland    |       | 57.266653, 18.343783 | 10091400150001 | Ladda upp en bild av detta fornminne |
| Fardhem 16:1             | Husgrund, förhistorisk/medeltida |              | Fardhem, Gotland    |       | 57.259598, 18.369468 | 11000000000686 | Ladda upp en bild av detta fornminne |
| Fardhem 16:2             | Husgrund, förhistorisk/medeltida |              | Fardhem, Gotland    |       | 57.259366, 18.369838 | 11000000000687 | Ladda upp en bild av detta fornminne |
| Fardhem 17:1             | Husgrund, förhistorisk/medeltida |              | Fardhem, Gotland    |       | 57.257281, 18.376106 | 11000000000688 | Ladda upp en bild av detta fornminne |
| Fardhem 18:1             | Husgrund, förhistorisk/medeltida |              | Fardhem, Gotland    |       | 57.257166, 18.374139 | 11000000000689 | Ladda upp en bild av detta fornminne |
| Fardhem 19:1             | Gravfält                         |              | Fardhem, Gotland    |       | 57.273844, 18.355805 | 10091400190001 | Ladda upp en bild av detta fornminne |
| Fardhem 19:2             | Röse                             |              | Fardhem, Gotland    |       | 57.273265, 18.356201 | 10091400190002 | Ladda upp en bild av detta fornminne |
| Rojrhagen (Fardhem 20:1) | Gravfält                         |              | Fardhem, Gotland    |       | 57.274973, 18.356018 | 10091400200001 | Ladda upp en bild av detta fornminne |
| Fardhem 21:1             | Stensättning                     |              | Fardhem, Gotland    |       | 57.260171, 18.346422 | 10091400210001 | Ladda upp en bild av detta fornminne |
| Fardhem 22:1             | Stensättning                     |              | Fardhem, Gotland    |       | 57.261893, 18.345648 | 10091400220001 | Ladda upp en bild av detta fornminne |
| Fardhem 22:2             | Stensättning                     |              | Fardhem, Gotland    |       | 57.262029, 18.345478 | 10091400220002 | Ladda upp en bild av detta fornminne |
| Fardhem 23:1             | Stensättning                     |              | Fardhem, Gotland    |       | 57.270758, 18.316200 | 10091400230001 | Ladda upp en bild av detta fornminne |
| Fardhem 23:2             | Stensättning                     |              | Fardhem, Gotland    |       | 57.270973, 18.315994 | 10091400230002 | Ladda upp en bild av detta fornminne |
| Fardhem 24:1             | Husgrund, förhistorisk/medeltida |              | Fardhem, Gotland    |       | 57.273185, 18.345434 | 10091400240001 | Ladda upp en bild av detta fornminne |
| Fardhem 24:2             | Husgrund, förhistorisk/medeltida |              | Fardhem, Gotland    |       | 57.273370, 18.345123 | 10091400240002 | Ladda upp en bild av detta fornminne |
| Fardhem 25:1             | Stensättning                     |              | Fardhem, Gotland    |       | 57.273908, 18.343363 | 10091400250001 | Ladda upp en bild av detta fornminne |
| Fardhem 28:4             | Hällristning                     |              | Fardhem, Gotland    |       | 57.264221, 18.341910 | 11100000000593 | Ladda upp en bild av detta fornminne |
| Fardhem 34:1             | Husgrund, förhistorisk/medeltida |              | Fardhem, Gotland    |       | 57.268708, 18.369641 | 11000000000698 | Ladda upp en bild av detta fornminne |
| Fardhem 48:1             | Hällristning                     |              | Fardhem, Gotland    |       | 57.285515, 18.358169 | 11100000000322 | Ladda upp en bild av detta fornminne |
| Fardhem 48:2             | Hällristning                     |              | Fardhem, Gotland    |       | 57.285516, 18.358289 | 11100000000323 | Ladda upp en bild av detta fornminne |
| Fardhem 65:1             | Hällristning                     |              | Fardhem, Gotland    |       | 57.252629, 18.324757 | 11100000000324 | Ladda upp en bild av detta fornminne |
| Fardhem 65:2             | Hällristning                     |              | Fardhem, Gotland    |       | 57.252617, 18.325001 | 11100000000325 | Ladda upp en bild av detta fornminne |
| Fardhem 68:1             | Hällristning                     |              | Fardhem, Gotland    |       | 57.255381, 18.316399 | 11100000000326 | Ladda upp en bild av detta fornminne |
| Fardhem 76:1             | Husgrund, förhistorisk/medeltida |              | Fardhem, Gotland    |       | 57.298055, 18.352642 | 10091400760001 | Ladda upp en bild av detta fornminne |
| Gerum 29:1               | Gravfält                         |              | Fardhem, Gotland    |       | 57.317057, 18.332619 | 10092400290001 | Ladda upp en bild av detta fornminne |
| Gerum 58:1               | Stensättning                     |              | Fardhem, Gotland    |       | 57.315162, 18.333659 | 10092400580001 | Ladda upp en bild av detta fornminne |
| Gerum 58:2               | Stensättning                     |              | Fardhem, Gotland    |       | 57.315252, 18.333656 | 10092400580002 | Ladda upp en bild av detta fornminne |
| Gerum 58:3               | Stensättning                     |              | Fardhem, Gotland    |       | 57.315209, 18.333788 | 10092400580003 | Ladda upp en bild av detta fornminne |
| Gerum 58:4               | Stensättning                     |              | Fardhem, Gotland    |       | 57.315011, 18.333523 | 10092400580004 | Ladda upp en bild av detta fornminne |